# Adam Miodoński
Adam Stefan Miodoński (ur. 21 grudnia 1861 w Żywcu, zm. 16 maja 1913 w Krakowie) – polski filolog klasyczny, nauczyciel w gimnazjum im. Sobieskiego w Krakowie (obecnie II Liceum Ogólnokształcące im. Króla Jana III Sobieskiego w Krakowie), profesor Uniwersytetu Jagiellońskiego oraz członek Akademii Umiejętności.
Urodził się w Żywcu, w rodzinie rzemieśniczej. Jego ojciec prowadził zakład szewski. W Żywcu ukończył nauczanie początkowe. Jako jedenastoletni chłopiec przybył do Krakowa, gdzie przez 8 lat (1872-1880) uczęszczał do gimnazjum św. Jacka, po którego ukończeniu podjął studia na wydziale filozoficznym Uniwersytetu Jagiellońskiego, gdzie słuchał wykładów z zakresu filologii klasycznej, polskiej i słowiańskiej. W tym czasie filologię klasyczną wykładali: Maksymilian Iskrzycki, Alfred Roch Brandowski oraz młody Kazimierz Morawski. Studia filologiczne kontynuował również w Monachium, u takich filologów jak: prof. Eduard Wölfflin, Ludwig Traube, Heinrich Brunn, Fritz Schöll. W 1888 roku (w Erlangen) na podstawie rozprawy pt. De enuntiatiis subiecto carentibus apud Herodotum uzyskał doktorat. Od listopada 1889 roku do lipca 1890 pracował w bibliotekach włoskich, m.in. w opactwie na Monte Cassino. W roku 1891 habilitował się w Uniwersytecie Jagiellońskim i równocześnie podjął pracę w CK Gimnazjum im. Jana III Sobieskiego, z której bardzo szybko – z powodów zdrowotnych – musiał zrezygnować.
Za namową Józefa Kallenbacha 8 października 1891 r. wyjechał do Fryburga, gdzie objął katedrę filologii klasycznej na tamtejszym uniwersytecie. Jego łacińska elokwencja wzbudzała podziw nie tylko wśród studentów słuchających jego łacińskich wykładów, lecz również wśród wykładających po łacinie teologię oo. Dominikanów, którzy (według relacji prof. Sinki), słysząc jego swobodę i płynność w posługiwaniu się tym językiem, słupieli wręcz ze zdumienia. W tymże samym roku w Krakowie zmarł Maksymilian Iskrzycki, zwalniając tym samym katedrę filologii klasycznej UJ, której objęcie zaproponowało Miodońskiemu ministerium w Wiedniu. Ten jednak – biorąc pod uwagę stan swojego zdrowia i różnice zainteresowań (Miodoński był latynistą, a Iskrzycki hellenistą) – odesłał do ministerstwa rezygnację. W odpowiedzi – zapewne za interwencją Morawskiego, który chciał pozyskać cenionego już wtedy filologa dla UJ – dostał depeszę, że jego nominacja na to stanowisko została już podpisana przez cesarza. Ostatecznie w 1892 roku objął katedrę w UJ. Nie czuł się tam jednak zbyt dobrze i już 15 grudnia 1892 roku prosił Kallenbacha o interwencję w jego sprawie, pytając, czy powrót do Fryburga na zajmowane wcześniej stanowisko byłby możliwy. 9 maja 1893 roku został wybrany członkiem korespondentem Akademii Umiejętności.

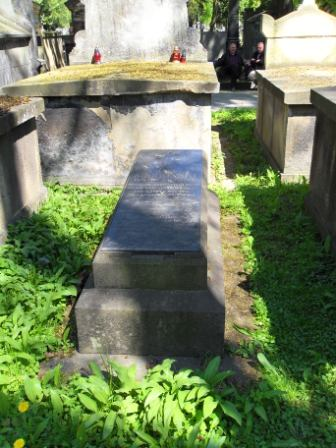
grób prof. Adama Stefana Miodońskiego na cmentarzu Rakowickim w Krakowie, pas 54

Przez całe życie chorował na płuca, a jego stan zdrowia wpływał znacząco na jego pracę naukową. Zmarł w Krakowie, 16 maja 1913 roku, jego pogrzeb odbył się 3 dni później na cmentarzu Rakowickim, pochowany jest w pasie 54 tegoż cmentarza.
Przez 20 lat związany był z pracą na Uniwersytecie Jagiellońskim. Jego wykłady cieszyły się olbrzymią frekwencją. Wykładał w sali XXXVI Collegii Novi, gdzie prowadził również ćwiczenia seminaryjne. Wszystkie zajęcia i wykłady prowadził w języku łacińskim. Był uczonym wielkiej rangi – dziś pamiętanym bardziej za granicą niż w ojczyźnie, na co zapewne wpływ miała jego współpraca z Wölfflinem i publikacje w ramach jego Archiv für lateinische Lexicographie, a także na łamach Glotty i Indogermanische Forschungen oraz to, że w swoim krótkim życiu nie zdążył napisać wielkiego dzieła, które przyniosłoby mu sławę i uznanie – przygotowywał chociażby edycję poezji Filipa Kallimacha Buonaccorsiego. Jego prace z zakresu gramatyki i językoznawstwa cytowane są w wielu ważnych opracowaniach obcojęzycznych poświęconych językoznawstwu – wśród których wymienić należy chociażby niemiecką edycję gramatyki łacińskiej Lindsaya. O jego rozległych zainteresowaniach świadczy jego księgozbiór, który w całości (przeszło 900 pozycji) przekazał w testamencie Kółku Filologicznemu U.U.J. (obecnie: Koło Naukowe Filologów Klasycznych UJ).

## Wybrane prace naukowe
- Archiv für lateinische Lexicographie I 1884: „Bestia, besta, belua” (i inne noty oraz artykuły do tej serii).
- De usu vocabuli bestia apud scriptores Latinos inde a temporibus Plauti usque ad exitum s. II p.Ch. (Rozpr. Wydz. Filol. A.U. XI, 1886).
- De enuntiatiis subiecto carentibus apud Herodotum (Rozpr. Wydz. Filol. A.U. XII, 1887).
- Anonymus adversus aleatores und die Briefe an Cyprian, Lucian, Celerinus und an den Karthaginienischen Klerus - wydanie krytyczne opatrzone komentarzem i przekładem niemieckim, Erlangen 1888.
- C. Asinii Pollionis de bello Africo Commentarius; rec. E. Wölfflin et A. Miodński, Leipzig 1889 (wydanie krytyczne).
- Czas powstania historii Florusa (Rozpr. Wydz. Filol. A.U. XVI, 1892).
- P. Annaeus Florus (Przegląd Powszechny 1897).
- De ortu et obitu Patrum (Analecta Graeco-Latina, Kraków, 1893).
- Vita et mores Gregorii Sanocei Archiepiscopi Leopoliensis, Kraków, 1900.